# Göran Rudin

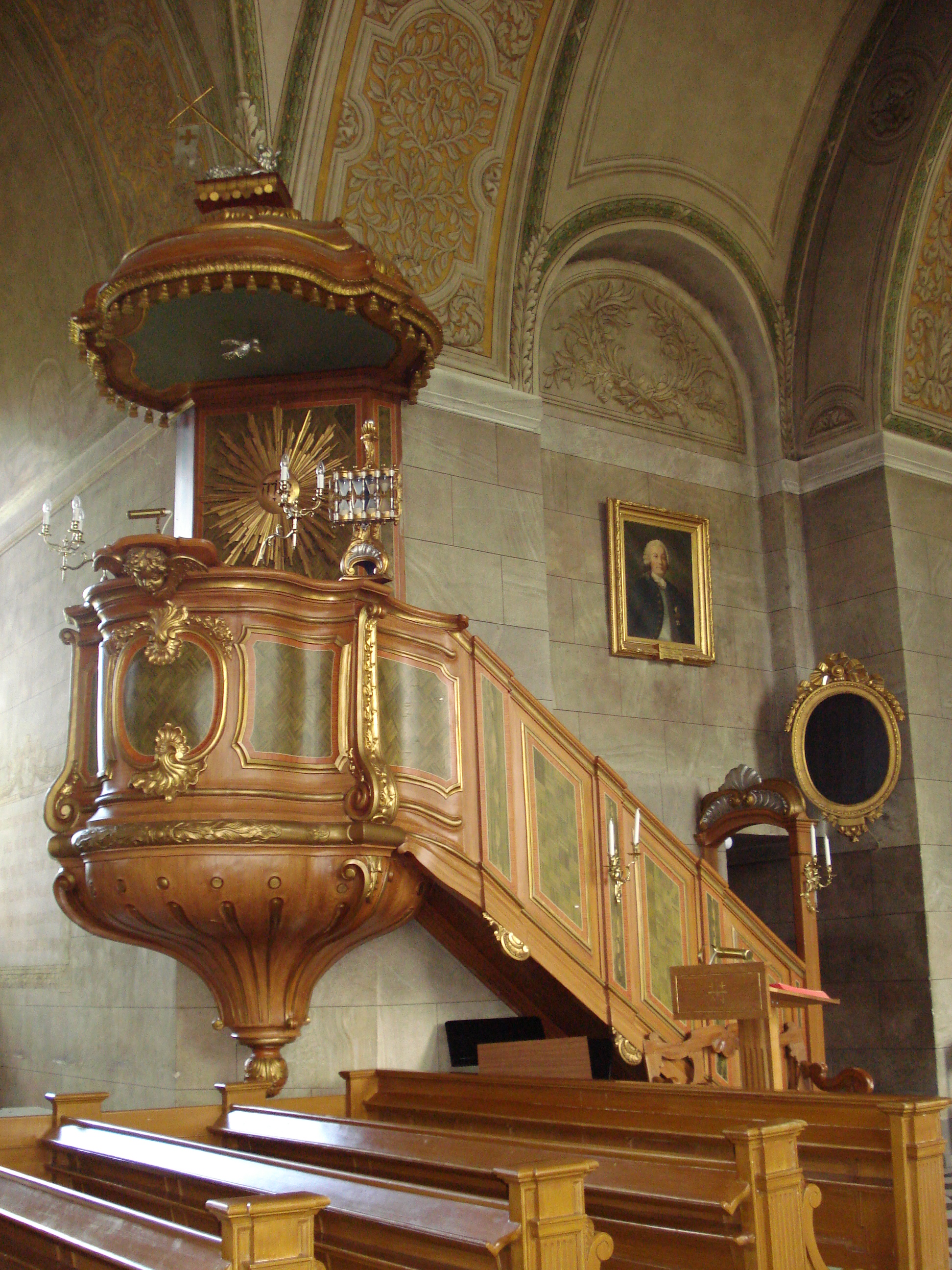
Predikstolen i Götlunda kyrka

Peter Georg (Göran) Rudin var en svensk möbelfabrikör och bildhuggare verksam under 1700-talet.
Lite uppgifter om Rudin finns bevarade men 1757 skrev Carl Gustaf Tessin ett intyg om att Rudin utfört åtskilliga bildhuggeriarbeten och att han bara kunde ge honom de bästa rekommendationer. 1761 ansökte Rudin om ekonomiskt bistånd hos Manufakturkontoret för en studieresa till utlandet. Han återkommer till Sverige 1765 och noteras i taxeringslängden för Stockholm som möbelfabrikör. Bland hans bevarade arbeten märks predikstolen i Götlunda kyrka Örebro län.  